# يوم مكافحة التنمر
يوم مكافحة التنمر هو يوم يرتدي فيه الناس قميصا وردياً يرمز إلى أخذ موقف ضد التنمر، وهي فكرة نشأت في كندا. يتم الاحتفال به في تواريخ مختلفة في جميع أنحاء العالم.
في عام 2012 أعلنت الأمم المتحدة أن اليوم الرسمي لمكافحة التنمر هو 4 مايو، وتفضل بعض الدول الاحتفال به في 28/29 فبراير، كما يحدث في العديد من البلدان في جميع أنحاء العالم بما في ذلك أستراليا ونيوزيلندا وفرنسا ولبنان والمملكة المتحدة والولايات المتحدة الأمريكية. وفي كندا يتم الاحتفال به في 27 فبراير، ولكن يتم الاحتفال باليوم الدولي الوردي هناك أيضًا في يوم آخر.

## التاريخ
تم تنظيم الحدث الأصلي بواسطة ديفيد شيبارد وترافيس برايس من بيرويك في نوفا سكوتيا، الذين اشتروا ووزعوا  50 قميصًا ورديًا في عام 2007 بعد أن تعرض الطالب تشاك ماكنيل للتنمر في الصف التاسع بسبب ارتدائه قميصًا ورديًا خلال اليوم الأول من المدرسة.
وأعلن حاكم  نوفا سكوتيا رودني ماكدونالد يوم الخميس الثاني من شهر سبتمبر «يوم الوقوف ضد التنمر» كرد على هذه الأحداث. وفي عام 2008 أعلن حاكم مقاطعة كولومبيا البريطانية آنذاك، جوردون كامبل يوم 27 فبراير يوم مكافحة التنمر في المقاطعة.
يوم الأربعاء الأخير من كل فبراير هو الآن اليوم الوطني لمكافحة التنمر في كندا، وفي عام 2009 عملت أندية الأولاد والبنات على قمصان وردية اللون تقول «التنمر يتوقف هنا» و«يوم القميص الوردي» ليوم مكافحة التنمر، وأعلنت الأمم المتحدة يوم 4 مايو يومًا لمكافحة التنمرفي عام 2012، وفي عام 2018 احتفلت نيوزيلندا بيوم مكافحة التنمر في 18 مايو.

## الهدف
تم تأسيس يوم مكافحة التنمر لمنع المزيد من التنمر؛ حيث أظهرت وزارة العدل الأمريكية أنه يتم التنمرعلى واحد من كل أربعة أطفال خلال فترة المراهقة ومعظم الوقت يستمر هذا بعد الحادث الأول، وتشير الإحصاءات إلى أن 71 في المائة من الطلاب الذين يتعرضون للتنمر ما زالوا يتعرضون له مما يجعلها مشكلة بلا نهاية.
ووفقًا لمدرسة ييل للطب اكتشفت دراسة في عام 2010 وجود صلة بين التعرض للتنمر والانتحار؛ والمصطلح لوصف هذا هو «الانتحار الناتج عن التنمر» حيث يتعرض شخص للتنمر ويقوم بالانتحار نتيجة لذلك.

## الأنشطة
يمكن أن تتم أنشطة يوم مكافحة التنمر في المدارس أو أماكن العمل أو في أي مكان يتضمن مجموعة رفاق. قد تشمل مسيرات «إلغاء التنمر»، وأكشاك للمعلومات والشبكات لمساعدة المجتمع في فهم نتائج التنمر السيئة، والدعاية لمنظمات مناهضة التمييز.
الأمثلة تتضمن اليوم العالمي للقميص الأزرق لمنع التنمر والشهر الوطني للتوعية عن التنمر ويوم القميص الوردي. من الملامح الشائعة الآخرى النشرات والموارد والمعلومات التي تروج لرسالة «اليوم الوطني للعمل ضد التنمر والعنف»، وتشمل الأمثلة على الأنشطة الأخرى مثل السباقات والمؤتمرات ومسابقات صناعة الفيديو مثل "ScreenIt!" ومسابقات "Back me up" والأحداث المجتمعية، وكلها تستخدم لنشر الوعي عن التنمر والعنف، تسعى المبادرة إلى دعم عمل الطلاب والمعلمين والمجتمع ومجتمع الأموال في جهودهم لوقف التنمر والتمييز.